# Severnaja Posta
Северная Почта (Nordliga Posten, Severnaja Posta eller Potjta) har varit namnet på två ryska tidningar (1810-1819 och 1862-1868), båda av halvofficiell natur och utgivna i den kejserliga huvudstaden Sankt Petersburg, på vars nordliga läge titeln anspelar.
Северная Почта eller Новая Санктпетербургская Газета (Nya Sanktpetersburgska Gazetten) utgavs i Sankt Petersburg två gånger i veckan från 1810 till 1819 vid Postverket under ledning av tillförordnade inrikesministern O.P. Kozodavlev.
Den andra Северная Почта var inrikesministeriets tidning, som utgavs från 1862 till 1868 med redaktörerna A. Nikitenko, N. Varadinov, I.A. Goncharov, och D.I. Kamenskij. Den omvandlades 1869 till den officiella tidningen Правительственный вестник.